# Renaud Meltz
Pour les articles homonymes, voir Meltz.
Renaud Meltz est un historien français né en 1973. Il est spécialiste d'histoire contemporaine.

## Biographie
Fils d'Olivier Meltz (d), magistrat financier, et de Martine Meltz (d), conseillère municipale d'Aimargues de 2001 à 2008, Renaud Jérôme Archambaud Meltz naît le 18 novembre 1973 à Nantes.
Licencié en histoire et en philosophie, il obtient l'agrégation d'histoire en 1999. Il obtient un doctorat en 2005 à l'université Paris-IV,.
Pensionnaire de la fondation Thiers entre 2004 et 2007, il devient ensuite maître de conférences à l'université de la Polynésie française à Punaauia. Il est habilité à diriger des recherches en 2015, puis est élu professeur à l'université de Haute-Alsace à Mulhouse deux ans plus tard, rejoignant ainsi la région où vivaient de lointains ancêtres. En 2018, il prend la direction du Centre de recherches sur les économies, les sociétés, les arts et les techniques.
En 2020, il intègre l'Institut universitaire de France comme membre senior,, et est détaché en 2022 au Centre national de la recherche scientifique (CNRS) comme directeur de recherche, où il est chargé de mettre en place un Observatoire des héritages du CEP.

### Vie personnelle
Il s'est marié dans la tradition protestante en 1999.

## Production intellectuelle
Il consacre sa thèse à Saint-John Perse, où il tente d'historiciser cette figure littéraire, et où, en lien avec son activité diplomatique, il met en parallèle son « lyrisme impersonnel » et sa « neutralité administrative »,,. Elle est publiée en volume chez Flammarion en 2008.
Il élargit ensuite ses recherches à la figure de l'écrivain diplomate, avec un ouvrage collectif qu'il dirige chez Armand Colin en 2012, le premier à mettre en œuvre une démarche prosopographique pour étudier ce personnel durant l'entre-deux-guerres.
Il s'intéresse également dans son mémoire d'HDR au rôle de l'opinion publique dans les relations internationales, en premier lieu sous la monarchie de Juillet, où il démontre l'existence d'une « population précocement politisée » et sensible aux affaires étrangères.
Sa biographie de Pierre Laval (2018) analyse à nouveaux frais le pacifisme de l'intéressé, et fait litière de la légende suivant laquelle il aurait protégé les juifs français,,,,,. Le livre obtient le prix Maurice-Baumont de l'Académie des sciences morales et politiques.
À partir de 2019, il se consacre à l'histoire des essais nucléaires français, développant le concept de « Deuxième Contact », pour désigner le processus de nucléarisation massive de la Polynésie française à l'initiative du Centre d'expérimentation du Pacifique (CEP), et par référence au « Premier Contact » de la colonisation. Il en tire avec Alexis Vrignon Des bombes en Polynésie,.
En 2021, il supervise avec Régis Boulat la première étude savante consacrée à Jean-Pierre Chevènement.
Il inaugure en 2023, à l'occasion de la parution d'un ouvrage collectif sous sa direction, une réflexion historique sur le mensonge d'État,.
Il s'adonne également à la synthèse, avec le tome VI de la Nouvelle histoire de la France contemporaine consacré aux années 1930,.

## Ouvrages
- Alexis Léger dit Saint-John Perse, Paris, Flammarion, 2008  (ISBN 978-2-0812-0582-6).
- Dir. avec Laurence Badel, Gilles Ferragu et Stanislas Jeannesson, Écrivains et diplomates. L'invention d'une tradition, XIXe-XXIe siècles, Armand Colin, 2012  (ISBN 978-2-200-27542-6).
- Dir. avec Mathieu Dubois, De part et d'autre du Danube : l'Allemagne, l'Autriche et les Balkans, de 1815 à nos jours : mélanges en l'honneur du professeur Jean-Paul Bled, Presses universitaires Paris-Sorbonne, 2015  (ISBN 978-2-84050-997-4).
- Pierre Laval : un mystère français, Paris, Perrin, 2018  (ISBN 978-2-2620-4018-5).
- Dir. avec Delphine Diaz, Mondialisation de l'information : la révolution médiatique du XIXe siècle, Presses universitaires de Rennes, 2019  (ISBN 978-2-7535-7869-2).
- Dir. avec Régis Boulat, Jean-Pierre Chevènement : le dernier des jacobins, Paris, Nouveau monde, 2021  (ISBN 978-2-38094-229-3).
- Dir. avec Alexis Vrignon, Des bombes en Polynésie : les essais nucléaires français dans le Pacifique, Paris, Vendémiaire, 2022  (ISBN 978-2-36358-381-9).
- La France des années 1930 : les épreuves de la République, Paris, Points, 2023  (ISBN 978-2-7578-8602-1).
- Dir. avec Yvonnick Denoël, Mensonges d'État : une autre histoire de la Ve République, Nouveau Monde, 2023  (ISBN 978-2-38094-407-5).
- Dir. avec François Audigier et Philippe Buton, Quitter la République. Fins de carrière politique en France (20e-21e siècle), Edul, 2024  (ISBN 978-2-38451-098-6).